# Majlesi (oraș)
Majlesi este un oraș din Iran, în care se află Universitatea Allameh Tabataba'i.